# Nederland helpt Indië
Nederland helpt Indië werd opgericht op 25 september 1945 als comité, later werd het een stichting. In 1951 werd de naam veranderd in Zorg Voor Gerepatrieerden. Prins Bernhard was erevoorzitter van 'Nederland helpt Indië'.

## Doel
Het doel van de organisatie was:
- Hulpverlening aan Nederlanders, Nederlandse onderdanen en andere ingezetenen van Nederlands-Indië
- Hulp na repatriëring naar Nederland door middel van opvang, kleding en eten
- Het verlenen van sociale zorg.

## Organisatie
Het dagelijks bestuur bestond uit drie voorzitters en secretarissen die afkomstig waren van de drie landelijke bureaus. De landelijke bureaus waren gevestigd in Amsterdam, Den Haag en Rotterdam. Deze landelijke bureaus stuurden provinciale en plaatselijke bureaus aan.
De plaatselijke bureaus hadden tot taak om geld in te zamelen en om de belangen van de gerepatrieerden te behartigen.